# Piace a troppi
(Eric)
Piace a troppi (Et Dieu... créa la femme), noto anche col titolo E Dio creò la donna è un film diretto nel 1956 da Roger Vadim.
È il film che lancia a livello internazionale Brigitte Bardot come sex symbol. Con lei diventano popolari anche il protagonista maschile Jean-Louis Trintignant e il regista Roger Vadim, che l'aveva sposata nel 1952 e da cui divorzierà nel 1957.

## Trama
Uscita dall'orfanotrofio, Juliette va a vivere in un villaggio di pescatori dove con la sua bellezza ingenua e perversa riesce a portare lo scompiglio tra gli uomini.

## Edizione italiana
Nell'edizione italiana la parentela tra Antoine e Michel Tardieu, che si contendono Juliette, venne cambiata: mentre nell'edizione originale sono fratelli, qui divengono cugini.

## Luoghi delle riprese
L'allora sconosciuto villaggio di pescatori dove è girato il film diventerà un luogo di fama internazionale. Si tratta di Saint-Tropez, dove la stessa Bardot acquisterà qualche anno più tardi una villa (la famosa Madrague) che costituirà un richiamo per il jet-set e, qualche anno più tardi, il ritiro dell'attrice quando deciderà di uscire dalle scene.
Alcune scene sono state inoltre girate a La Croix-Valmer, a Gassin e a Ramatuelle.
Le riprese si sono svolte dal 3 maggio al 7 luglio 1956.

## Distribuzione
Venne distribuito nelle sale francesi il 28 novembre 1956; nell'ottobre 1957 arrivò negli Stati Uniti. In Italia uscì nel settembre 1958 col divieto ai minori di 16 anni, divieto tolto nel 1996.

## Critica
(Leo Pestelli su La Stampa del 26 settembre 1958)
(François Truffaut, 1975)
(Vittorio Spinazzola su Cinema Nuovo 1957)